# Bodhrán

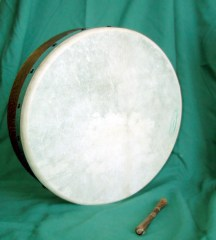
Bodhrán

O bodhrán é um instrumento musical de percussão irlandês que assemelha-se a um tamborim. O couro é preso em um dos lados do instrumento. O outro lado é aberto para que uma mão do músico seja posicionada contra o lado coberto a fim de controlar a altura e timbre do som.

## História
O bodhrán foi usado durante a rebelião irlandesa de 1603 pelo exército irlandês como uma bateria de guerra. Ele era usado para organizar os soldados, e para anunciar a chegada militar. Uma adição relativamente nova à música celta, o bodhrán substituiu o papel do tamborim.
O instrumento é similar a tambores distribuídos pelo norte da África e no Oriente Médio. Da mesma forma, alguns instrumentos de percussão de povos ameríndios também são bastante parecidos com o bodhrán.
Não existem referências conhecidas para desse nome especificamente antes do século XVII. O instrumento por si próprio não ganhou reconhecimento na música folclórica irlandesa até a década de 1950, quando tornou-se famoso com o trabalho de bandas como The Clancy Brothers. Uma banda atual que fez uso do bodhrán é a irlandesa The Corrs em seu álbum acústico The Corrs Unplugged.
Apesar de mais comum somente na Irlanda, o bodhrán ganhou popularidade através da música celta, especialmente na Escócia.

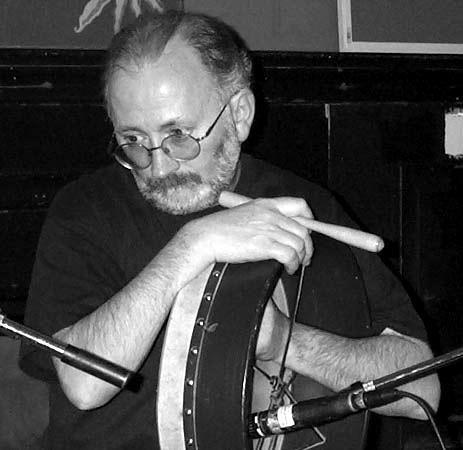
Fergus O'Byrne

## Músicos
Alguns tocadores de bodhrán notáveis incluem:
- Fergus O'Byrne (do Ryan's Fancy)
- Séan McCann (do Great Big Sea)
- Caroline Corr (do The Corrs)
- George Schwindt (do Flogging Molly)
- Imelda May